# Homer, Louisiana
Homer är administrativ huvudort i Claiborne Parish i Louisiana. Orten har fått sitt namn efter författaren Homeros. Vid 2010 års folkräkning hade Homer 3 237 invånare.